# Kopyl'
Kopyl' (in bielorusso Капыль?; in russo Копыль?) è un comune della Bielorussia, situato nella regione di Minsk.